# Christoph Wieprecht
Christoph Wieprecht (* 15. Oktober 1875 in Altendorf (heute Essen); † 24. September 1942 in Essen-Holsterhausen) war ein deutscher Arbeiterdichter.

## Leben
Christoph Wieprecht entstammte einer aus dem Eichsfeld ins Ruhrgebiet zugewanderten Arbeiterfamilie. Nach dem Besuch der Volksschule war er von 1890 bis zu seinem gesundheitlich bedingten Ruhestand 1927 als Arbeiter in der Essener Friedrich-Krupp-AG tätig. Er stieg über verschiedene Stationen vom Laufburschen zum Fräser/Dreher und schließlich zum Fabrikaufseher auf. Wieprecht gehörte als gläubiger Katholik dem Christlichen Metallarbeiterverband an und stand dem „Volksverein für das Katholische Deutschland“ nahe. Um 1910 begann er mit dem Verfassen von Gedichten, die ab 1916 in Veröffentlichungen des Verlags der Christlichen Gewerkschaftsjugend erschienen. Ab 1918 stand er in Verbindung zu Wilhelm Vershofen und dessen Gruppe der „Werkleute auf Haus Nyland“; ab 1924 war er Mitglied des von Otto Wohlgemuth gegründeten „Ruhrlandkreises“. 1927 wurde er wegen eines Nervenleidens frühpensioniert.
Christoph Wieprechts Werk besteht vorwiegend aus Gedichten, in denen er seine persönlichen Erfahrungen in der Metallindustrie verarbeitete; seine Lyrik bedient sich teils expressionistischer Stilmittel und hat häufig Heroisierung und Mythologisierung der vom Autor als „Gottesdienst“ verstandenen Arbeit zum Ziel. Obwohl Wieprecht nach 1933 nur noch wenig veröffentlichte, gehörte er zu den von der nationalsozialistischen Kulturpolitik geförderten Autoren; die späte Anerkennung honorierte Wieprecht seinerseits mit positiven Aussagen zum Dritten Reich.
Teile seines Nachlasses befinden sich im Fritz-Hüser-Institut in Dortmund. 

## Werke
- Flammen, M.-Gladbach 1916
- Hammer und Schwert, M.Gladbach 1918
- Erde, Duisburg 1922
- Arbeiter-Märtyrer, Essen 1923
- Nachtgesang, Essen 1924
- Aus eisernen Tiefen, Duisburg 1932
- Im wachsenden Erz, Duisburg 1933
- Werkgemeinschaft, Potsdam 1938

## Herausgeberschaft
- Die katholische Anthologie, Essen 1929 (zusammen mit Wolfgang Wallisfurth)